# Coccophagus thanhoaensis
Coccophagus thanhoaensis is een vliesvleugelig insect uit de familie Aphelinidae. De wetenschappelijke naam is voor het eerst geldig gepubliceerd in 2011 door Sugonjaev.